# Diritto internazionale
Il diritto internazionale è quella branca del diritto che regola la vita della comunità internazionale. Meno corretta è la definizione di diritto del rapporto tra Stati, perché se è vero, in senso formale, che viene posto in essere tra i vari Stati, in senso materiale non è sempre indirizzato ai rapporti tra questi, ma può anche incidere all'interno delle comunità. Tra le varie tipologie di diritto internazionale possono ad esempio annoverarsi la lex mercatoria e il diritto internazionale privato. Tipica è l'adozione, all'interno di tale branca del diritto, di accordi internazionali sotto forma di trattati internazionali.

## Storia
La fine della seconda guerra mondiale ha visto con il Processo di Norimberga per la prima volta individui che avevano ricoperto alti incarichi governativi venire chiamati a rispondere personalmente dei crimini commessi in nome del loro Stato contro altri popoli davanti a un tribunale internazionale, mentre tradizionalmente la responsabilità internazionale è collettiva (diretta contro lo Stato nel suo complesso). Lo Statuto della Corte penale internazionale, recentemente entrato in vigore (ma non ratificato da numerosi Stati, tra cui gli Stati Uniti) fa rientrare nella nozione di crimine internazionale il genocidio, i crimini contro l'umanità (nella definizione rientra pressoché qualsiasi grave delitto commesso su larga scala e in modo sistematico e la pratica dell'apartheid), i crimini di guerra previsti dal diritto internazionale umanitario e la guerra di aggressione.
Alcuni trattati internazionali stipulati nel secondo dopoguerra, come quello della Corte europea dei diritti dell'uomo, prevedono poi la possibilità degli individui di rivolgersi autonomamente a organismi internazionali per far rispettare i propri diritti, senza la mediazione degli Stati. Gli sviluppi recenti del diritto internazionale, in particolare in materia di protezione dei diritti umani, hanno fatto ritenere ad alcuni studiosi che si stia lentamente affermando una soggettività giuridica internazionale degli individui, in rottura con i dettami del diritto internazionale classico.

## Descrizione
La principale differenza tra la struttura del diritto internazionale e quella del diritto interno, è l'assenza di un'autorità centrale che emani la legge e ne assicuri il rispetto (è questa la cosiddetta "anarchia" della comunità internazionale); inoltre, a partire dalla fine del XIX secolo e, soprattutto, dalla fine della prima guerra mondiale, agli Stati si sono affiancate le Organizzazioni internazionali, mentre con l'inizio della decolonizzazione hanno progressivamente assunto personalità giuridica internazionale i movimenti insurrezionali, purché esercitino il controllo effettivo su una popolazione e un territorio.
All'interno di un ordinamento statale il riconoscimento della personalità giuridica in favore di enti collettivi e organizzazioni comporta che a questi nuovi soggetti si applichi una disciplina speciale, ovvero differente da quella comune destinata a tutelare e promuovere gli interessi degli individui. Nell'ambito dell'ordinamento internazionale, al contrario, la disciplina di diritto comune riguarda invece enti e organizzazioni, in modo particolare gli Stati. Mentre il diritto interno determina i requisiti che enti e organizzazioni devono avere per ottenere il riconoscimento della personalità giuridica, il diritto internazionale non prescrive con che modalità debba essere costituito uno Stato, bensì ne accerta l'esistenza.
Alcuni studiosi ritengono che i recenti sviluppi della materia stiano facendo lentamente emergere una soggettività giuridica internazionale degli individui, posizione contrastata dalla maggior parte della dottrina, che ritiene che la scena internazionale sia ancora dominata dagli Stati e dalle Organizzazioni sovranazionali, malgrado il ruolo sempre più importante svolto dai singoli e dalle ONG. Il riconoscimento della personalità internazionale degli individui si appoggia sul crescente numero di diritti e obblighi internazionali che spettano ai singoli in quanto tali e non in quanto cittadini di uno Stato, come i diritti umani e la responsabilità internazionale individuale (crimini internazionali).

### Sinossi generale
Il diritto internazionale è talvolta scolasticamente suddiviso in diritto internazionale pubblico e diritto internazionale privato; secondo tale partizione scolastica, il diritto internazionale pubblico si occupa dei rapporti tra Stati sovrani e tra essi e le Organizzazioni di diritto internazionale; il diritto internazionale privato si occupa invece dei rapporti tra uno Stato e i cittadini privati stranieri, ovvero dei rapporti tra cittadini e Stati stranieri od Organizzazioni internazionali. Questa voce si occupa di quel che viene definito diritto internazionale pubblico. L'essenza del diritto internazionale è il suo essere internazionale, quindi con giurisdizione su una pluralità di Stati o nei luoghi non regolati dalle legislazioni nazionali, ad esempio il mare e il cosmo. Spesso per diritto privato internazionale si intende la discussione su questioni economiche e commerciali che possono ricadere nel diritto commerciale internazionale, regolato da appositi trattati internazionali e da organi preposti delle Nazioni Unite e degli organismi sovranazionali quali la Commissione europea e il Parlamento europeo.
Operare una distinzione netta tra diritto privato e diritto pubblico in ambito internazionale è piuttosto complicato in quanto si parla principalmente del dibattimento di questioni che richiedono la disamina di un complesso di norme più o meno ascrivibili al diritto nazionale ma generalmente riferite al complesso delle norme e dei trattati internazionali che regolano i rapporti tra Stati, le questioni relative a organizzazioni sovranazionali, le dispute 'extraterritoriali' e le relazioni tra società che agiscono in ambito internazionale, ovvero in più nazioni. La suddivisione tra diritto internazionale pubblico e diritto internazionale privato è però contestata da numerosa dottrina.
Il diritto internazionale privato, nonostante l'appellativo di internazionale, è infatti l'insieme delle norme di diritto interno (quindi, proprie di un ordinamento statale e promulgate con le modalità previste dall'ordinamento dello Stato stesso) che risolvono i conflitti fra le disposizioni dei diversi ordinamenti giuridici applicabili a un medesimo rapporto, quando esistono collegamenti a più di una legislazione nazionale. Si applicano quindi per il diritto internazionale privato le apposite norme interne (per l'Italia una legge specifica ha riordinato la materia, in precedenza dispersa sui quattro codici).
Ne risulta che le due tipologie si riferiscono a rami dell'ordinamento completamente differenti, il cosiddetto pubblico all'ordinamento della Comunità degli Stati (o internazionale), mentre quello privato all'ordinamento interno di ciascuno Stato.
Per quanto sopra, anche l'appellativo pubblico per il Diritto Internazionale in senso proprio viene criticato, in quanto la definizione di pubblico può afferire soltanto a un ordinamento statuale.

### Diritto consuetudinario e diritto convenzionale (o pattizio)
Vista l'assenza di un legislatore universale, in grado di legiferare validamente e in modo vincolante, il diritto internazionale universalmente valido è per lo più diritto consuetudinario, anche se la politica delle organizzazioni internazionali come l'ONU può influenzarne lo sviluppo (ad esempio sull'uso della forza nelle relazioni internazionali). Per entrare a far parte del diritto consuetudinario una regola deve essere accettata almeno da una larga maggioranza degli Stati che comprenda gli Stati più influenti a livello internazionale.
Il diritto convenzionale si basa invece sugli accordi internazionali liberamente stipulati dagli Stati, che si impegnano a rispettarne le disposizioni.
Di norma il diritto pattizio prevale sul diritto consuetudinario (il diritto particolare prevale su quello generale), ma con un'importantissima eccezione per quanto riguarda lo ius cogens. Una norma di ius cogens è una norma consuetudinaria che protegge valori considerati fondamentali e a cui non si può in nessun modo derogare: se due Stati stipulano un trattato in cui si propongono di attuare violazioni dell'integrità di uno Stato terzo o di eseguire azioni considerate crimini internazionali, il trattato stesso è considerato nullo.
Forme, contenuti e procedure per la formazione del diritto convenzionale sono state codificate nella convenzione di Vienna sul diritto dei trattati; nel Preambolo di questa Convenzione si precisa che le regole del diritto internazionale consuetudinario continueranno a regolare le questioni non disciplinate dalle disposizioni della Convenzione stessa, anche perché la Convenzione rappresenta solo un punto di riferimento e non coincide necessariamente con le consuetudini internazionali in materia.

### I soggetti
Sono soggetti del diritto internazionale i seguenti enti:
- Gli Stati che soddisfino i requisiti della effettività e della indipendenza (intendendosi lo Stato nella sua accezione di Stato-Organizzazione, ossia l'insieme dei governanti e degli apparati di governo);
- Le Organizzazioni internazionali, tra le quali in particolare l'ONU, i suoi Organi ausiliari e le Organizzazioni collegate;
- La Santa Sede (da non confondersi con lo Stato della Città del Vaticano);
- I movimenti che esercitano sostanzialmente il controllo di un territorio e di una popolazione, pur non avendone il controllo formale, come ad es. gli insorti. Mentre per quanto attiene ai movimenti di liberazione a questi non è conferita una vera e propria personalità giuridica quanto il diritto di prendere parte alle riunioni internazionali che trattano di autodeterminazione dei popoli.

La soggettività di alcuni enti è invece in discussione. Sono generalmente non considerati come soggetti del diritto internazionale:
- Il Sovrano Ordine di Malta: pur avendo intrattenuto con lo Stato italiano uno scambio di lettere di carattere internazionale e anche se alcuni funzionari dell'ordine godono di immunità diplomatica l'Ordine di Malta non è considerato soggetto di diritto internazionale, anche se a questo ordine è riconosciuta una personalità giuridica internazionale utile allo svolgimento delle sue funzioni assistenziali;[5]
- I popoli in sé, pur avendo riconosciuto il diritto di autodeterminazione, non sono considerabili soggetti di diritto internazionale. Essi mancano infatti delle caratteristiche proprie di una stabile organizzazione e della presenza di istituzioni governative;
- Le Organizzazioni non governative non sono considerabili soggetti di diritto internazionale anche se molti trattati attribuiscono loro un ruolo internazionale (ad esempio la Croce Rossa);
- Parte della dottrina riconosce una limitata soggettività internazionale anche agli individui facendo riferimento al crescente corpo di norme relative al diritto internazionale dei diritti umani, cioè quelle norme del diritto internazionale che tutelano la dignità umana dell'individuo, soprattutto nei confronti dello Stato (da non confondersi col diritto internazionale umanitario che, facendo parte del diritto internazionale bellico, entra in vigore durante i conflitti armati regolando la condotta dei belligeranti), seppure nel moderno diritto penale internazionale è da tener presente che la responsabilità individuale non è collegata a uno stato di guerra e di conseguenza al diritto bellico. Pertanto non è insensato dire che gli individui sono considerabili soggetti del diritto penale internazionale.

### Gli Stati
Gli Stati sono i soggetti principali del diritto internazionale; essi devono presentare tre caratteristiche sostanziali:
- avere un popolo: gli Stati devono esercitare il loro controllo su una popolazione stanziata in un dato territorio e con una propria coscienza politica senza la necessità che risultino omogenei aspetti quali la cultura, la religione, ecc.;
- avere un territorio: gli Stati devono esercitare il loro controllo su uno specifico territorio, non è tuttavia importante che i confini di questo territorio siano esattamente delineati, ma è essenziale poter riconosce un nucleo territoriale nel quale gli Stati abbiano un reale controllo;
- avere sovranità reale sul territorio e sul popolo, questa categoria è composta da due tipologie di sovranità.
  - sovranità interna: è la capacità di uno Stato di esercitare il proprio imperio all'interno del proprio territorio.
  - sovranità esterna: è la capacità di esercitare il governo di una regione e di un popolo indipendentemente da ingerenze di altri Stati; contraltare di questa caratteristica è il dovere di ogni Stato di non ingerenza[6] nelle competenze governative di un altro Stato. Affinché questa caratteristica sia rispettata occorre insomma che l'ordinamento statale trovi in sé stesso la fonte della propria legittimazione, ovvero senza dipendere giuridicamente da un altro Stato. L'indipendenza (leggi sovranità esterna) si riconosce anche nel caso in cui lo Stato risulti dipendente economicamente o politicamente da un altro Stato: l'importante è comunque che lo Stato conservi la propria autonomia giuridica. Diverso è peraltro il caso in cui la dipendenza economica sia così forte da tradursi in un vero e proprio rapporto di vassallaggio fra i due Stati.

Più in particolare possiamo indicare delle categorie di Stato non propriamente dette che godono o no di soggettività internazionale; a tale proposito possiamo ricordare:
- i microstati: seppur il territorio sia poco esteso e la popolazione poco numerosa non vi è alcun dubbio sul fatto che siano soggetti di diritto internazionale (ad esempio Repubblica di San Marino, principato del Liechtenstein, ecc.)
- confederazioni di Stati: sono considerabili soggetti di diritto internazionale ma relativamente alle competenze non demandate alle istituzioni confederative; è fuori di dubbio, invece, la soggettività internazionale dei singoli Stati che le compongono. Per confederazione si intende un'associazione di Stati indipendenti (Stati confederati) che delegano l'esercizio di certe competenze (solitamente in materia di difesa e politica estera) a degli organi comuni. Un esempio recente di confederazione è costituito dalla Serbia e Montenegro (2003-2006), mentre non ci si trova invece davanti a una confederazione ai sensi del diritto internazionale nel caso della C.S.I. (Comunità degli Stati Indipendenti), in quanto gli accordi istitutivi e lo statuto non delegano particolari poteri agli organi dell'organizzazione, che hanno solo funzioni di coordinamento delle politiche degli Stati membri.
- i cosiddetti Stati fantoccio: non godendo di sovranità esterna non sono considerabili come soggetti di diritto internazionale
- Stati federati: non sono considerabili come soggetti di diritto internazionale in quanto delegano ampi poteri all'istituzione federativa (tipicamente competenze internazionali e di difesa) venendo così a mancare la caratteristica della sovranità esterna ad esempio gli Stati federati degli Stati Uniti d'America, degli Stati uniti messicani, della Federazione Russa, i Länder della Repubblica Federale tedesca, i cantoni della Confederazione Elvetica (che pur chiamandosi confederazione in realtà è una federazione), le province dell'Argentina, ecc.
- governi in esilio: i governi in esilio, parlando di questa categoria si fa soprattutto riferimento ai governi riparatisi in Inghilterra durante la seconda guerra mondiale non sono da considerarsi soggetti di diritto internazionale perché non godono né di un territorio né della reale possibilità di esercitare sovranità sulla popolazione che vi è stanziata. Ciò nonostante, con l'auspicio che in futuro questi governi rientrino in possesso di popolo e territorio, gli atti internazionali compiuti da questi governi possono ritenersi validi. Tale validità è stata fondata però esclusivamente su considerazioni di tipo politico e non giuridico.

Un'altra valida dottrina tende a considerare lo Stato come Stato-comunità e Stato-organizzazione, per stabilire quale concezione di Stato sia da accettare, e propendendo per la seconda. Si deve constatare quindi che lo Stato in questo caso considerato è uno o più organi dello Stato stesso che esercitino un proprio potere. Secondo questa linea di pensiero non può essere accettata la soggettività internazionale dei governi in esilio o dei Comitati di Liberazione.

### La soggettività internazionale
L'acquisto della soggettività internazionale da parte degli Stati, come anche dei movimenti di liberazione e dei movimenti di insurrezione, è legata alla reale manifestazione delle tre caratteristiche di cui sopra (popolazione, territorio, sovranità) in capo a un'organizzazione. Essendo l'ordinamento internazionale atipico, non contemplando cioè un'istituzione normativa e giudiziale, ma lasciando tutto alla libera iniziativa degli Stati e agli accordi che questi pongono in essere tra loro, non può in nessun modo essere delineata una procedura di acquisto della soggettività internazionale. Più in particolare la questione assume un carattere soprattutto politico, in quanto di per sé il riconoscimento di uno Stato da parte di un altro Stato o da parte di istituzioni internazionali ha solo una funzione dichiarativa e non costitutiva, cioè non è essenziale che vi sia riconoscimento da parte degli altri soggetti perché un'istituzione diventi soggetto di diritto internazionale.
Esempio adducibile è lo Stato di Israele che esercita controllo e governo su un territorio e in capo a una popolazione, pur non essendo riconosciuto dalla quasi totalità dei paesi arabi. Ancora, il riconoscimento può essere espresso (dichiarato da altri Stati) o tacito (deducibile dall'inizio di attività di diritto internazionale aventi come controparte il nuovo soggetto, come ad esempio la stipula di un trattato).

### Limiti alla sovranità interna
Pur essendo per uno Stato, in linea di principio, lecito amministrare il proprio territorio a piacimento, organizzando liberamente le istituzioni governative e le leggi che regolino la comunità civile, la sovranità dello stesso sul suo territorio conosce diverse limitazioni.
Tali limitazioni si riferiscono in primo luogo al divieto di violare il cosiddetto ius cogens, quell'insieme cioè di consuetudini imperative per ogni Stato in particolare riferimento al rispetto dei diritti umani.
I limiti alla sovranità interna sono:
- iniziative volte a promuovere la tutela della dignità umana;
- norme su punizione dei crimini internazionali (genocidio, crimini contro l'umanità, crimini contro la pace, crimini di guerra);
- limiti relativi a rapporti economici e sociali (dir. internazionale economico);
- protezione dell'ambiente;
- trattamento degli stranieri;
- trattamento dei diplomatici e degli organi stranieri (vedi sotto);
- trattamento degli Stati stranieri;
- trattamento delle organizzazioni internazionali;
- norme di diritto internazionale marittimo.

### Immunità diplomatica
Altra categoria di limitazioni riguarda l'immunità garantita ai funzionari di altri Stati. Il principio sottostante che garantisce una protezione estensiva agli agenti diplomatici di Stati esteri è da ricercarsi nella consuetudine che istituzioni di pari grado non possano citarsi in giudizio e giudicarsi l'una con l'altra (par in parem non habet iudicium).
Questo si riflette nel diritto internazionale nella pratica dell'immunità per i funzionari diplomatici di uno Stato estero, disciplinata dalla Convenzione di Vienna del 1961 entrata in vigore nel 1965. Tale immunità può essere divisa in immunità funzionale o immunità personale.
L'immunità funzionale si applica agli atti che il diplomatico compie nello svolgimento delle sue funzioni e comprende:
- Esenzione fiscale (imposte dirette);
- immunità giurisdizione penale (esclusa per i consoli in caso di reati gravi);
- immunità giurisdizione civile (esclusa per beni immobili o attività economiche non possedute per conto dello Stato per cui il funzionario opera, viene altresì esclusa per le controversie riguardanti le successioni ed eredità);
- inviolabilità personale (da atti coercitivi, es. forze di polizia);
- inviolabilità domiciliare (non è contemplata l'immunità per violazioni del codice stradale).

Differente è il discorso per quanto riguarda l'immunità personale. Quest'ultima ricopre gli atti cosiddetti iure gestionis del diplomatico, ossia gli atti che il funzionario compie come soggetto privato. In tal caso l'immunità coprirà l'intero arco del suo servizio per poi decadere al termine della sua funzione, una volta lasciato il Paese, e quindi renderà processabile il diplomatico per gli eventuali illeciti commessi nell'arco del tempo di svolgimento delle sue funzioni.

## Trattamento degli Stati stranieri
Il trattamento riservato allo Stato straniero da parte degli Stati territoriali, soprattutto riguardo alla cosiddetta immunità dalla giurisdizione civile dell'entità statale straniera rispetto ad altri Stati si basa sulla teoria che in dottrina è quella dell'immunità assoluta di cui gode uno Stato straniero dalla giurisdizione di qualsiasi altro Stato, nonostante fonti giurisprudenziali italo-belghe abbiamo avanzato una teoria che inquadrerebbe la divisione degli atti che uno Stato compie in atti iure imperii e atti iure gestionis, facendo ricadere un'immunità ristretta soltanto sugli atti che lo Stato compie nello svolgimento delle sue funzioni (pubbliche), ossia gli atti jure imperii.
Al riguardo è citabile una Convenzione delle Nazioni Unite datata 2004 adottata dall'Assemblea generale e aperta alla firma degli Stati (nessuno Stato aveva ratificato ancora nel 2005). In tale Convenzione si pone come regola generale, di fondo, quella dell'immunità assoluta dalla giurisdizione civile, ponendo come eccezioni quelle in cui si applicherebbe l'immunità ristretta, ovvero:
- Transazioni commerciali;
- Danni causati a persone o cose;
- Proprietà possesso e altri diritti reali;
- Controversie vertenti sui rapporti di lavoro.

### Le organizzazioni internazionali

Logo delle Nazioni Unite

Le Organizzazioni Internazionali sono entrate a far parte della comunità internazionale in tempi relativamente recenti. Le prime organizzazioni erano create per scopi specifici e limitati (Unione Postale Universale creata nel 1875, Unione per la protezione della proprietà industriale nel 1883, ecc.). Il primo tentativo per dare un ordinamento unitario alla comunità internazionale fu la creazione, nel 1919, della Società delle Nazioni (SDN), fortemente voluta dal presidente statunitense Woodrow Wilson, che aveva cercato anche di far entrare nel diritto internazionale una serie di importanti principi, solo in parte accettati dalle nazioni europee: innanzitutto il pacifismo e l'autodeterminazione dei popoli (i "quattordici punti").
La Società aveva poteri molto deboli: come se non bastasse gli stessi Stati Uniti non entrarono a farne parte per l'opposizione del Congresso. Nel 1945, l'Organizzazione delle Nazioni Unite (ONU) prese il posto della SDN. L'ispiratore del progetto era di nuovo un presidente statunitense, Franklin Delano Roosevelt, che morì prima della nascita dell'ONU ma che vide le sue idee portate avanti dai suoi ex collaboratori. L'ONU aveva e ha grossi limiti, in buona parte legati al sistema dei veti: per molti anni il sistema di sicurezza collettiva disegnato dalla sua Carta restò paralizzato a causa della guerra fredda, ma in ogni caso la sua nascita ha segnato un passo in avanti importante. Lo Statuto delle Nazioni Unite prevedeva inoltre il divieto dell'uso della forza a livello internazionale, a differenza di quello della SDN.

### Gli individui
A seguito dei processi di Norimberga e di Tokyo, istituiti dalle potenze vincitrici della seconda guerra mondiale per perseguire le gravi violazioni della dignità umana durante la guerra, i singoli soggetti sembrano sempre più essere portatori di diritti, dunque soggetti autonomi del diritto internazionale.
Se prima della seconda guerra mondiale erano gli Stati che con delle convenzioni si impegnavano a tutelare dei diritti in capo agli individui (che rimanevano l'oggetto della convenzione) in tempi recenti si sta affermando la prassi di considerare gli individui come soggetti che godono di diritti e gli Stati come soggetti passivi di obblighi.
A fronte di tali diritti vi è la formazione della possibilità di appellarsi a corti internazionali deputate alla loro tutela.
Ci si ritrova anche nel diritto internazionale dunque a parlare di diritto soggettivo degli individui e di diritto d'azione degli individui.

#### Diritto soggettivo
Come diritto individuale si intende la capacità dei soggetti di essere portatori di diritti.
La formazione di consuetudini e di obblighi di origine pattizia che pongono gli Stati nel dovere di riconoscere e rispettare alcuni diritti per propri cittadini, indipendentemente dalle regole interne proprie di ogni ordinamento, è marcata da alcune tappe fondamentali
- 1945 Tokyo, Norimberga
- 1993 corte per i crimini in ex Jugoslavia (istituita dal Consiglio di Sicurezza ONU)
- 1994 corte per i crimini in Ruanda (istituita dal Consiglio di Sicurezza ONU)
- 1998 (in vigore dal 2002) Corte penale internazionale (con sede all'Aia).

#### Diritto d'azione legale
È la possibilità di appellarsi e di attivare un'azione legale presso una corte o più in generale di poter reclamare la tutela di un diritto.

## Contenuti e funzioni

### Funzioni
Si tende a differenziare tre tipi di funzione nell'ambito del diritto internazionale: una funzione normativa, una di accertamento del diritto e infine un'altra di attuazione coattiva delle norme.
La prima riguarda le fonti del diritto internazionale e le varie forme che può assumere, da diritto generico, rivolto a tutti gli Stati, a particolare rivolto soltanto a una cerchia ristretta.
L'accertamento del diritto è essenzialmente di tipo arbitrale, sebbene non manchino esperienze più istituzionalizzate sorte con trattati. Ne deriva che la possibilità di instaurare un contenzioso è di derivazione sostanzialmente pattizia, enorme differenza col diritto interno visto che in questo caso la competenza del giudice discende esclusivamente dalla legge.
L'attuazione coattiva delle norme è una delle note dolenti del diritto internazionale, ricadendo quasi esclusivamente nell'autotutela: anche in questo caso il diritto internazionale si distingue da moltissimi diritti interni, prevedendo questa forma coercitiva soltanto in casi eccezionali.
Per il suo carattere anarchico, la sua poca incidenza giuridica e obbligatorietà, è stato spesso negato carattere giuridico al diritto internazionale: in particolare si farebbe ricadere l'efficacia di quest'ultimo soltanto alla necessità della cooperazione degli operatori di diritto interno per la sua applicazione e all'autolimitazione dello Stato.

### Le fonti
- Consuetudine: comportamento costantemente e uniformemente ripetuto nel tempo, nella convinzione della sua obbligatorietà. Per aversi una consuetudine è necessaria la presenza di due requisiti fondamentali: - "diuturnitas" (prassi) ovvero il protrarsi nel tempo di un determinato comportamento; - "opinio iuris sive necessitatis" ovvero la convinzione da parte degli Stati della giuridica obbligatorietà di un determinato comportamento.
- Accordi, cioè i trattati internazionali.
- Fonti previste da accordo: atti di un'organizzazione internazionale, ad esempio le Direttive e i Regolamenti dell'Unione europea o le risoluzioni del Consiglio di Sicurezza dell'ONU, alcuni dei quali sono atti di soft law.

La gerarchia giuridica delle fonti internazionali non è sempre rigida, potendo accadere che una norma di tipo superiore possa essere derogata da una di rango inferiore.

### I contenuti
- Il cosiddetto diritto consuetudinario cogente, detto anche ius cogens
- Le altre consuetudini internazionali, tra le quali si segnala in particolare la consuetudine "pacta sunt servanda"
- Gli accordi "universali", fra i quali le dichiarazioni internazionali dei diritti
- Gli accordi "regionali"
- Gli accordi "bi- e multilaterali"
- Le norme internazionali prodotte dalle Organizzazioni internazionali in applicazione del proprio Statuto o comunque di un accordo di delega degli Stati parte.

### L'adattamento del diritto interno al diritto internazionale pubblico
- L'adattamento automatico: si verifica allorché l'ordinamento interno di uno Stato effettua un rinvio mobile al diritto internazionale. In tal caso al mutare della norma di diritto internazionale muta anche l'ordinamento interno in misura corrispondente. Esempio di adattamento automatico è quello previsto dall'art. 10 della Costituzione italiana che rinvia a tutte le consuetudini di diritto internazionale.
- L'adattamento a mezzo di recepimento integrale
- L'adattamento a mezzo di ordine di esecuzione

Esistono in materia due procedimenti di adattamento: quello ordinario e quello speciale. L'ordinario prevede una riformulazione della norma internazionale mentre quello speciale un rimando alla stessa. Il ruolo dell'interprete differenzia ancora di più le due procedure ed è molto diverso a seconda del procedimento adottato: mentre nel primo egli si troverà di fronte a una norma che è del tutto simile alle altre norme dell'ordinamento statale nel secondo egli dovrà formulare una ricostruzione della norma internazionale e stabilire se la norma è ancora in vigore sul piano internazionale.

### La funzione giurisdizionale internazionale
- L'arbitrato fra Stati
- L'arbitrato commerciale internazionale
- I tribunali internazionali
- In particolare: la Corte penale internazionale e la Corte europea dei diritti dell'uomo
- Il ruolo del giudice interno nell'applicazione del diritto internazionale.

La corte internazionale di giustizia è uno degli organi principali dell'ONU. Essa opera secondo due procedimenti: quello in sede contenziosa e quello in sede consultiva. La prima prevede la risoluzione di una controversia sorta tra due o più Stati mentre la seconda l'emanazione di un parere su qualsiasi questione giuridica. Possono adire la corte per quanto riguarda la sede contenziosa solo gli Stati mentre in sede consultiva le organizzazioni internazionali.

## Violazioni  e sanzioni
La violazione di norme di diritto internazionale è fonte di responsabilità degli Stati e degli altri soggetti del diritto internazionale. Nel caso Germania contro Italia, questa violazione è stata consapevolmente assunta dallo Stato italiano: ciò è avvenuto con la sentenza n. 238 del 2014, in cui la Corte costituzionale italiana ha dichiarato la prevalenza dei principi supremi dell'ordinamento giuridico italiano, rispetto all'adempimento della sentenza della Corte internazionale di giustizia sull'immunità dalla giurisdizione internazionale dello Stato estero.